# Université Sorbonne-Nouvelle
Đại học Sorbonne-Nouvelle (tiếng Pháp: Université Sorbonne-Nouvelle) là một trường đại học ở Paris. Trường đại học chủ yếu cung cấp giảng dạy về chữ cái, khoa học ngôn ngữ, ngôn ngữ, nghệ thuật biểu diễn, truyền thông và nghiên cứu châu Âu (lịch sử đa ngành, kinh tế, luật và khoa học chính trị). Được xếp hạng trong top 50 các trường đại học ngôn ngữ tốt nhất thế giới, trường xếp thứ 48 trong Bảng xếp hạng các trường đại học thế giới của QS vào năm 2021.